# Pteropus sanctacrucis
Pteropus sanctacrucis är en omstridd däggdjursart som beskrevs av Ellis Le Geyt Troughton 1930. Nyare taxonomiska avhandlingar och IUCN listar den bara som synonym till Pteropus nitendiensis.